# The Flame and the Arrow

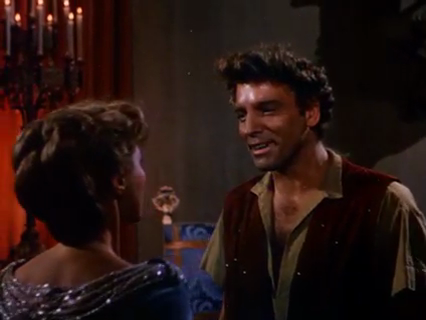
Burt Lancaster en Verginia Mayo in The Flame and the Arrow

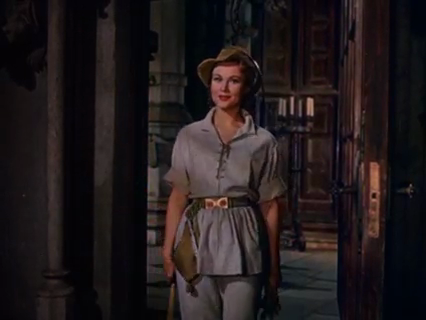
Virginia Mayo in The Flame and the Arrow

The Flame and the Arrow is een Amerikaanse avonturenfilm uit 1950 onder regie van Jacques Tourneur. De film werd destijds uitgebracht onder de titel De vlam en de pijl.

## Verhaal
Dardo Bartoli is een rebellenleider in het middeleeuwse Lombardije. Hij poogt zijn volk de overwinning te brengen op de Duitse veroveraars.

## Rolverdeling
| Acteur          | Personage              |
| --------------- | ---------------------- |
| Burt Lancaster  | Dardo Bartoli          |
| Virginia Mayo   | Anne de Hesse          |
| Robert Douglas  | Alessandro de Granazia |
| Aline MacMahon  | Nonna Bartoli          |
| Frank Allenby   | Graaf Ulrich           |
| Nick Cravat     | Piccolo                |
| Lynn Baggett    | Francesca              |
| Gordon Gebert   | Rudi Bartoli           |
| Norman Lloyd    | Apollo                 |
| Victor Kilian   | Apotheker Mazzoni      |
| Francis Pierlot | Papa Pietro            |
| Robin Hughes    | Skinner                |